# ビニサレム
ビニサレム（カタルーニャ語: Binissalem）は、スペイン・バレアレス諸島州のムニシピ。バレアレス諸島・マリョルカ島の中央部に位置し、ライゲール郡に属している。

## 地理

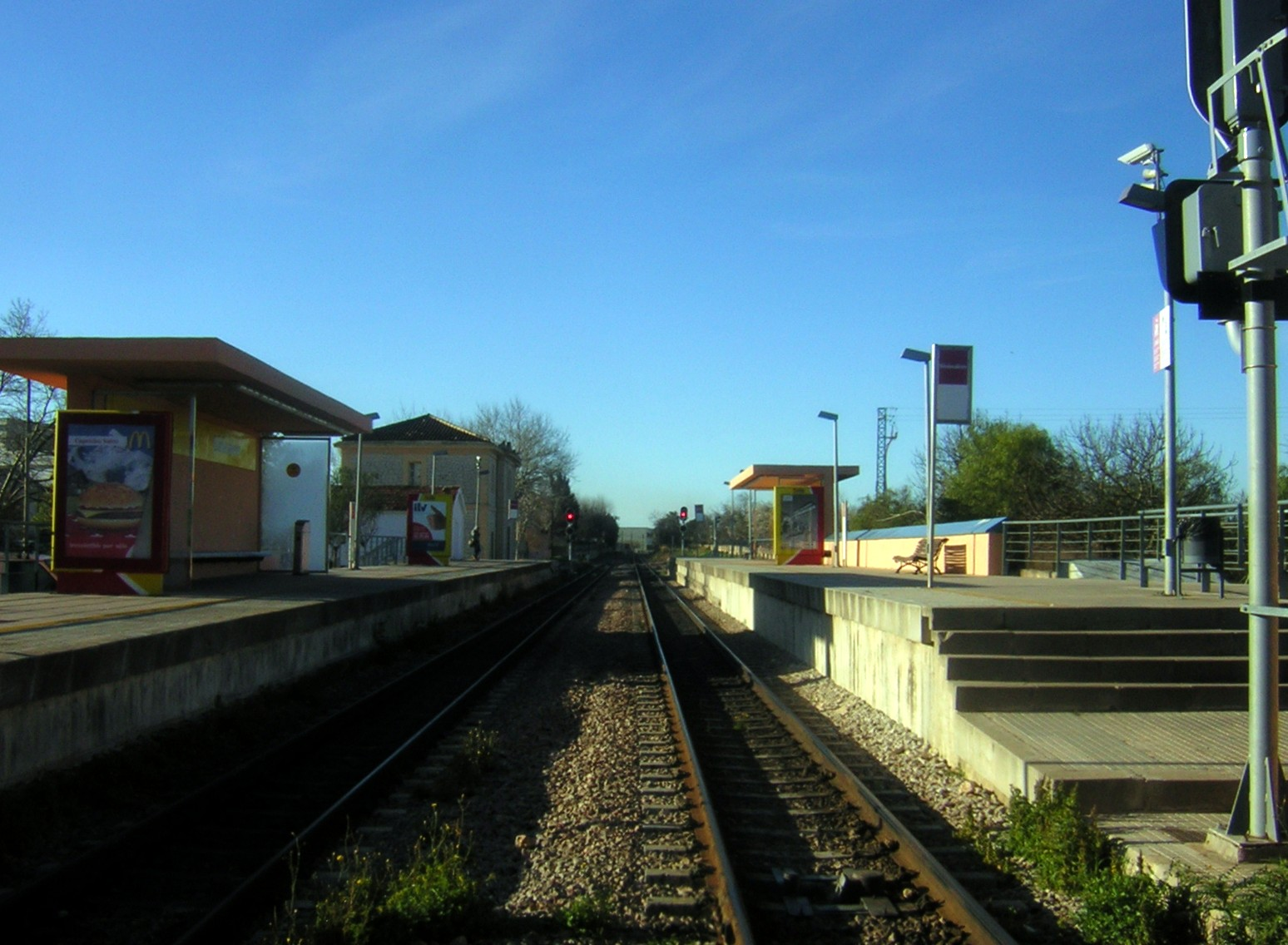
ビニサレム駅

バレアレス諸島の主島であるマリョルカ島の中央部、州都のパルマ・デ・マリョルカから見て北東方向にある。マヨルカ平原と呼ばれる台地上にあり、自治体の標高は125-300mである。北側にはトラムンターナ山脈の一部であるアルファビア山地があり、冬季に吹く冷たく湿った海風からブドウ畑を保護している。土壌は粘土の上に石灰質が乗るか固い石灰質の表面を持ち、緩く栄養分に乏しいものの保水力は高い。
マヨルカ鉄道郊外線の1号線はパルマ・デ・マリョルカとインカを結んでおり、その中間にあるビニサレムにはビニサレム駅がある。

### 気候
ビニサレムは地中海性気候であり、暑い夏季と短くて穏やかな冬季を特徴とする。その標高（125-300m）から夏季の夜間にはある程度気温が下がるものの、昼間の過剰な熱気はブドウ栽培者にとって問題となる。しばしば強風、霜、雹が降る危険性がある。降水量は少ないが、秋季には暴力的な嵐となってまとまって降ることがある。

## 歴史

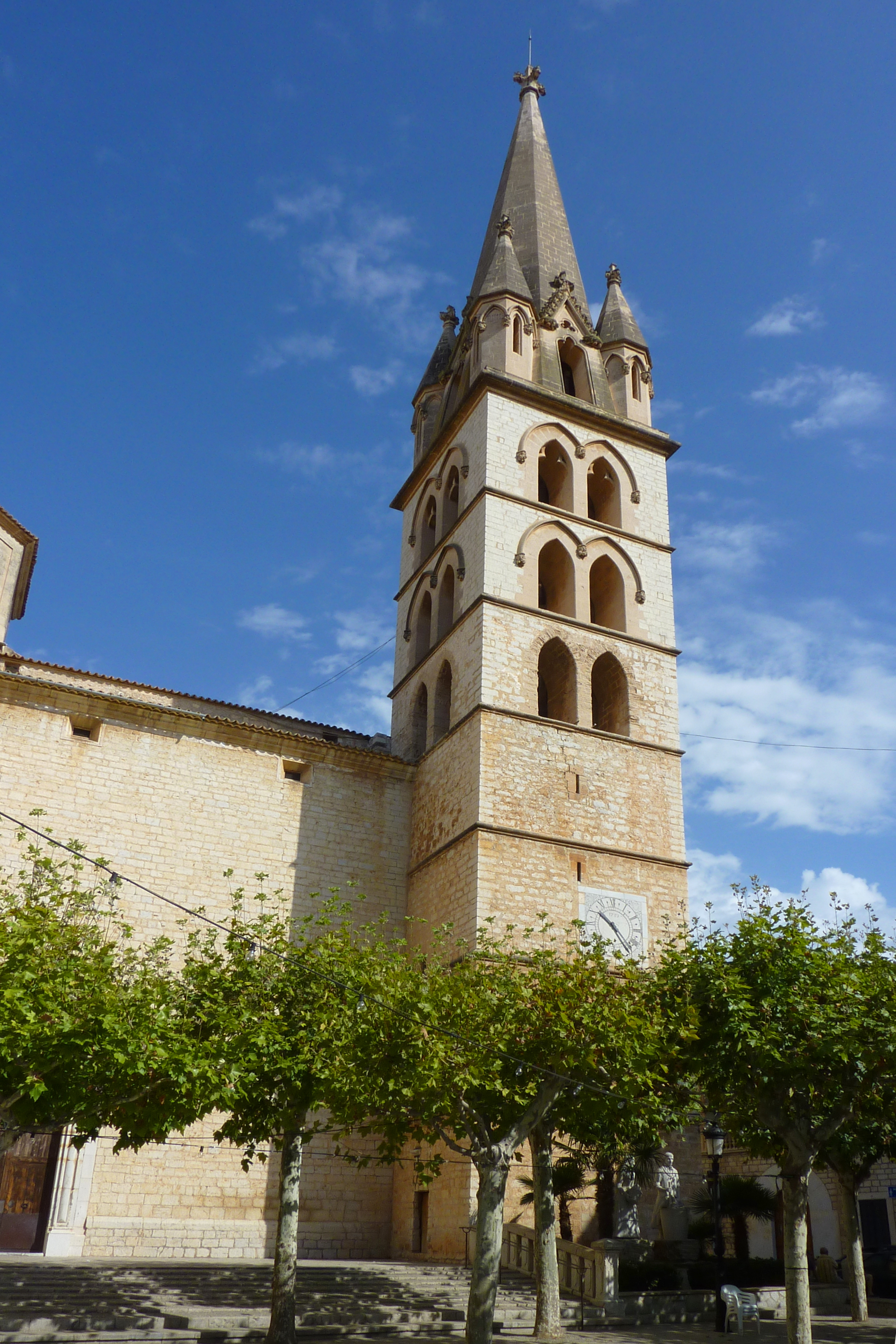
サンタ・マリーア・デ・ロビネス教会

紀元前121年に古代ローマのクィントゥス・カエキリウス・メテッルス・バリアリクスがマリョルカ島を征服し、ローマ人がマリョルカ島にブドウ栽培とワイン生産をもたらした。大プリニウスは紀元1世紀の文献でマリョルカ島のワインについて言及している。
クルアーンは原則として飲酒を禁じているものの、イスラーム教徒のムーア人の支配時代にもブドウ栽培とワイン生産は消滅しなかった。1230年にキリスト教徒のアラゴン王ハイメ1世がマリョルカ島を征服すると、講和の進物として最高級のワインが提供された。
19世紀末には27,000ヘクタールでブドウを栽培し、年間30万ヘクトリットルのワインを輸出していた。しかし19世紀末には害虫フィロキセラが襲来し、ブドウ畑の大部分が荒廃したためアーモンドの木に置き換えられた。19世紀末から20世紀初頭の住民は農業機械を製造してフランスとの貿易を続けた。
20世紀半ばのビニサレムは木工品や石工品の品質の高さで知られていた。町の内外には成功を収めた採石場があり、現在も稼働している。20世紀末には観光客向けの高品質ワインの需要が増加したことで、ビニサレムのワイン産業は復活した。1991年、ビニサレムを中心とするワイン産地はマリョルカ島で初めてスペインの原産地呼称制度であるデノミナシオン・デ・オリヘン(DO)の認定を受けた。

## ビニサレム (DO)

### 産地の歴史
ビニサレムを中心とするワイン産地は、1991年にビニサレム (DO)としてスペインの原産地呼称制度であるデノミナシオン・デ・オリヘン(DO)に認定された。ビニサレム (DO)はマリョルカ島初の原産地呼称産地であり、2001年にはプラ・イ・リェバン (DO)がマリョルカ島第2の原産地呼称産地となっている。プラ・イ・リェバン (DO)の範囲はビニサレム (DO)よりも遥かに大きく、ビニサレム (DO)に登録されなかったマリョルカ島のブドウ畑を包括するという性質を持っている。

### 産地の地理

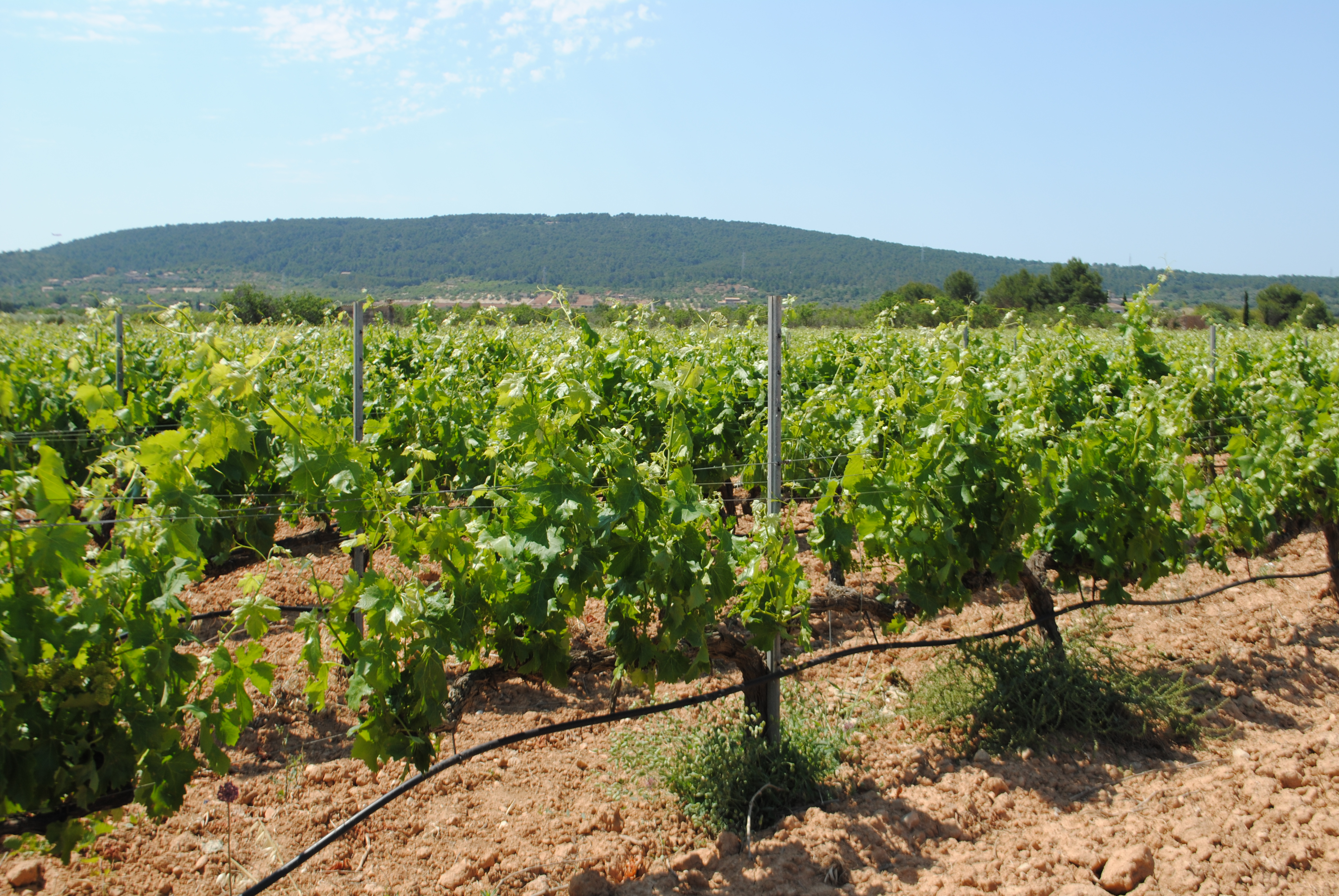
ビニサレム (DO)のブドウ畑

ブドウ畑の標高は75-200m。地中海性気候であり、年降水量は約450mm。土壌は白亜と粘土の石灰質土壌である。最寒期の最低気温は摂氏マイナス1度、最暑期の最高気温は摂氏35度。北側にはトラムンターナ山脈があり、海風からブドウ畑を保護している。

### ブドウ品種
土着種のマント・ネグロ種は黒ブドウの栽培面積の約50%を占めている。その他に黒品種ではカベルネ・ソーヴィニヨン種、カリェット種、テンプラニーリョ種、モナストレル種、シラー種、メルロー種などが栽培されている。
土着種のモイ種（プレンサル・ブラン種）は白ブドウの栽培面積の約70%を占めている。このモイ種は主にカタルーニャ地方で栽培されているチャレッロ種に特徴が似ているとされる。その他に白品種ではマカベオ種、パレリャーダ種、シャルドネ種、モスカテル種などが栽培されている。ブレンドにはシュナン・ブラン種、ソーヴィニヨン・ブラン種なども用いられる。
外来種がブレンド用に用いられるようになったのは近年のことである。

### ワイン生産
赤ワインを約70%、ロゼワインを約11%、白ワインを約19%生産している。ワイナリー数は2015年時点で15軒。マント・ネグロ種から生産されるワインは軽やかな赤ワインであり、その大半はマリョルカ島を訪れた観光客が消費する。マント・ネグロ種に様々な品種をブレンドすることで味わいやコクを生み出している。

## 出身者
- アルバ・トーレンス - バスケットボール選手